# Paya Seunara
Paya Seunara is een bestuurslaag in het regentschap Sabang van de provincie Atjeh, Indonesië. Paya Seunara telt 2180 inwoners (volkstelling 2010).